# Yvan Combeau
Ne doit pas être confondu avec Yves Combeau.
 (novembre 2023).
Si vous disposez d'ouvrages ou d'articles de référence ou si vous connaissez des sites web de qualité traitant du thème abordé ici, merci de compléter l'article en donnant les références utiles à sa vérifiabilité et en les liant à la section « Notes et références ».
Yvan Combeau, né en 1955 est un historien français contemporain. Ses travaux portent sur l'histoire politique de la France, des outre-mers et de l'océan Indien. Il enseigne à l'université de La Réunion.

## Biographie
Professeur d'histoire contemporaine, il réalise sa thèse de doctorat à l'institut d'études politiques de Paris sous la direction de Jean-Marie Mayeur.
Son habilitation à diriger des recherches (HDR), soutenue à l'université Paris IV auprès de Jean-Marie Mayeur, a pour thématique les élections municipales à Paris sous la troisième République  (Paris, la scène capitale dans la vie politique française).

## Ouvrages et publications
Il est  l'auteur de plusieurs ouvrages et articles sur l'histoire et la politique dans les îles de l'océan Indien. Il a publié de nombreux ouvrages sur l'histoire de La Réunion. En 2007, après les scrutins présidentiels et législatifs, il fait paraître sous sa direction l'ouvrage " Le vote de l'Outre-Mer, présidentielle et législatives 2007" qui analyse les résultats électoraux dans tout l'outre-mer français. En 2017, il réalise une étude sur les élections présidentielles à La Réunion sous la Cinquième République.
Il a assuré la direction de plusieurs numéros de revue historique consacrés à l'histoire de l'océan Indien: Revue Outre-Mers, Revue historique de l'océan Indien, Revue  Guerres mondiales et conflits contemporains... En 2019, il a dirigé le numéro de la revue Outre-Mers (402-403/ juin 2019) portant sur "Océan Indien et Indianocéanie". En 2022, il publie une Histoire de la Réunion en Que sais-je, PUF. Il conduit des recherches sur l'Indianocéanie (histoire, actualités politiques, rôle de la Commission de l'océan Indien...) et sa place sur l'axe du bassin Indo-Pacifique.
Dans ses champs de recherches, il a aussi travaillé sur l'histoire de Paris en écrivant de multiples livres (Histoire de Paris dans la collection "Que sais-je?", Paris et les élections municipales sous la Troisième République, Quel maire pour Paris?....) et aussi d'une synthèse co-écrite avec Philippe Nivet sur l'histoire de Paris au XXe siècle. En 2014, il publie Quel maire pour Paris, Chronique des batailles électorales (1977-2014).  Il est l'auteur de nombreux articles consacrés à l'histoire politique de la capitale. Le dernier article (2020) porte sur "Le Paris républicain (1871-1879).

## Présence médiatique
Historien et politologue, il est consultant politique pour plusieurs médias d'informations. Il a travaillé pendant de nombreuses années à RFO Réunion (Réunion Première France 0). Il a été le consultant politique de la chaîne de télévision Antenne Réunion commentant régulièrement sur cette chaîne de télévision l'actualité politique française.

## Principales publications
- La Réunion républicaine : L'avènement de la IIe et de la IIIe République à La Réunion 1848-1870, en collaboration avec Prosper Ève, Les deux mondes, 1996
- Paris et les élections municipales sous la Troisième République : la scène capitale dans la vie politique française, L'Harmattan, 2000
- Histoire politique de Paris au XXe siècle, en collaboration avec Philippe Nivet, Presses universitaires de France (PUF), 2000
- La vie politique à La Réunion (Deux tomes), Éditions Bibliothèque Universitaire Francophone, 2003
- Le vote de l'outre-mer, collectif, Éditions Les Quatre Chemins, 2007
- La Réunion et l'océan Indien de la décolonisation au XXIe siècle : actes du colloque de Saint-Denis de La Réunion les 23-24-25 octobre 2006, en collaboration avec Didier Galibert, Éditions Les Indes savantes, 2008
- 1959, l’île de La Réunion, Une introduction à  la Cinquième république, Océan Edition,  2009.
- L'île de la Réunion dans le XXe siècle ; un itinéraire français dans l'océan indien : colonie, département, région, Cresoi, Océan Édition, 2009
- Histoire de Paris, Éditions des Presses universitaires de France (PUF), 2010
- Histoire et Mémoires, Les îles de l’océan Indien (ss.dir), Océan Editions, 2010
- Trois études électorales sur la vie politique de l'île de La Réunion (2010, 2011, 2012)
- Quel maire pour Paris? Editions de Paris, 2013
- La première guerre mondiale dans l'océan Indien (ss dir), Océan Editions, 2015
- 1946, La départementalisation Contextes et Débats, Editions Epica, 2016
- (ss dir), Dire l'océan Indien, 2 tomes (565 pages), Observatoire des sociétés de l'océan Indien, 2017
- Les élections présidentielles à l'île de La Réunion, 2017
- Histoire de La Réunion, Éditions des Presses universitaires de France (PUF), 2022